# Rahan
Rahan è una serie animata franco-italiana del 2009 tratta dal fumetto Rahan, le fils des âges farouches. È una coproduzione di Rai Fiction con Xilam e Castelrosso Films e è stata trasmessa in Francia su France 3 e in Italia sulla Rai. È composta di 26 episodi di 26 minuti ciascuno.

## Trama
35 000 anni fa, nella preistoria, viveva Rahan, ragazzo coraggioso e leale che, accompagnato dal suo amico Ursus, un orso trasformato dalla regina delle Ombre in piccolo essere peloso, lottava contro la violenza e perché regni la pace "tra coloro che camminano eretti". Ma la regina delle Ombre cercherà di contrastarlo in ogni modo...

## Episodi
1. Lo spirito dell'orso
2. Sentieri di guerra
3. Le grandi mandrie
4. Le acque morte
5. L'arma magica
6. I Nocri
7. Il pugnale d'avorio
8. La montagna che piange
9. La sorgente avvelenata
10. Il mondo altro
11. Gli artigli neri
12. Il Goran
13. I vagabondi della giungla
14. La caverna dei mostri
15. I legami di sangue
16. Il miglior nemico
17. La scarpata degli uccelli
18. Il pittore e il guerriero
19. Venti di follia
20. Un amico scompare
21. Il prigioniero
22. La colomba assassinata
23. L'uomo senza nome
24. In trappola
25. La grande piroga
26. La lunga notte

## Personaggi
- Rahan (voce italiana: Marco Vivio)
- Ursus (voce italiana: Roberto Stocchi)
- Noama (voce italiana: Monica Bertolotti)
- Tetya (voce italiana: ?)
- Enok (voce italiana: Paolo Vivio)
- Sanga (voce italiana: Vittorio Guerrieri)
- Daro (voce italiana: Gabriele Trentalance)
- Mogo (voce italiana: Roberto Draghetti)
- Drak (voce italiana: Stefano Mondini)